# Cañón antitanque D-10T (M1944 BS-4)

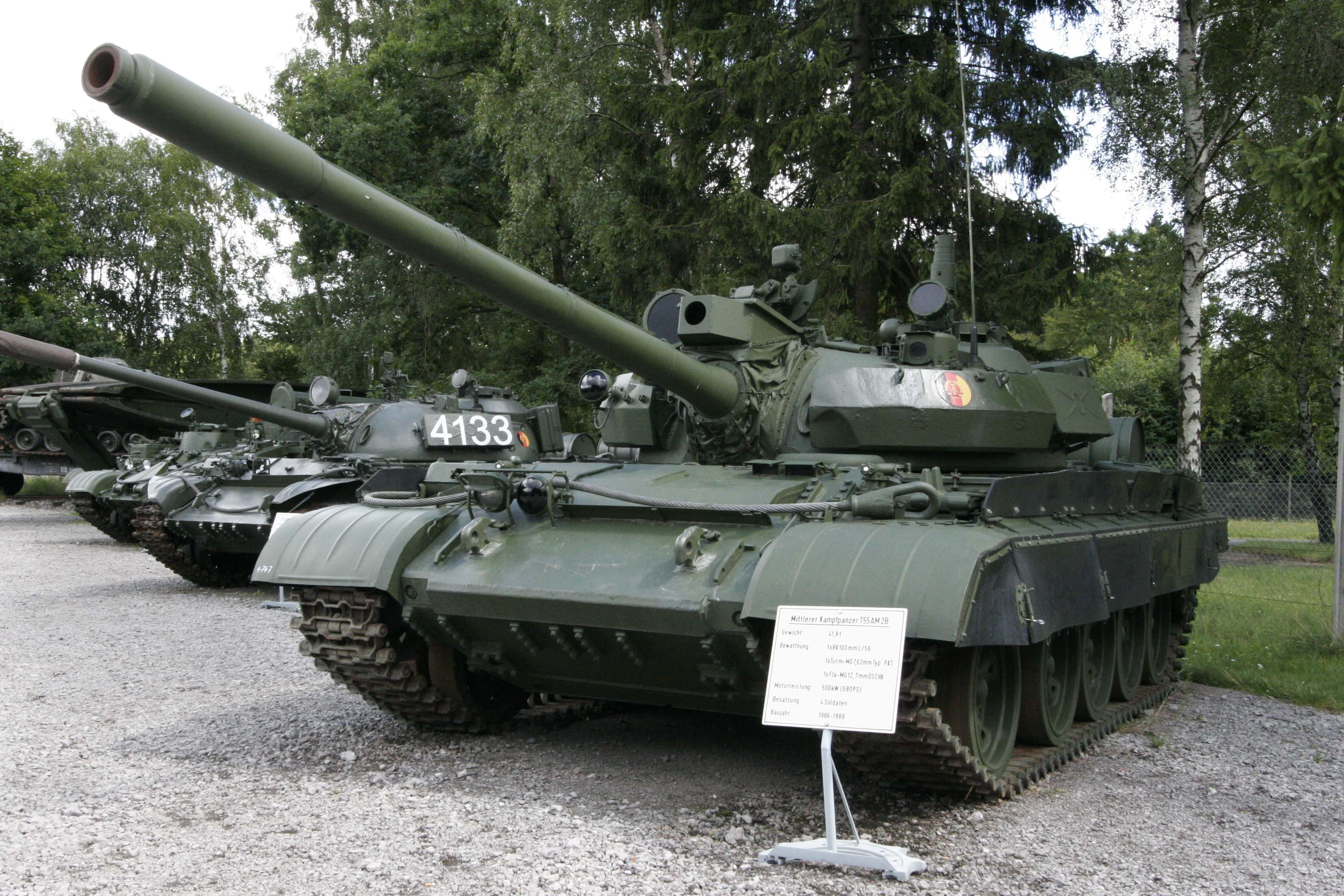
Diversas versiones del cañón D-10 han sido montadas en los nuevos T-54 y T-55 y en sus actualizaciones hasta al menos 1979, así como en los chinos Tipo 59. El de la imagen es un tanque germano-oriental T-55AM2B en exhibición.

El D-10/D-10T/D-10TG/D-10TSG/D-10T2M es un cañón antitanque soviético, desarrollado a finales de la Segunda Guerra Mundial e instalado en cazacarros y tanques. Las versiones del cañón de 100 mm se han instalado en los T-55 hasta fechas tan tardías como 1979; aún después de su introducción en 1942, y continúa en servicio activo en muchos países.

## Historia
A principios del año 1944, al tanque T-34 se le seguía instalado un cañón que en la época era aún eficiente contra blindados contemporáneos, el cañón F-34 de 76,2 mm, que luego fue reemplazado por el más poderoso de 85 mm . Este significativo cambio hizo que se hiciera obsoleto el muy fiable cazacarros SU-85, dado que su arma principal; el cañón D-5T de 85 mm, ya no fuese considerado de acuerdo a los especialistas militares como superior a los que llevaban ya los más adaptables tanques medios. El buró de diseños de F. F. Petrov situado en la Fábrica de la Planta de Artillería No. 9 fue encomendado a diseñar un novedoso cañón de 100 mm, con capacidad antitanque para la mejora de los chasis del SU-85 y llevarlos a un nuevo nivel, propuesta que se hizo efectiva con el cazacarros SU-100. Los diseñadores del equipo de Petrov modificaron una versión naval del cañón S-34 para su uso en un vehículo blindado.
El primer cañón D-10 dispuso de una muy alta velocidad de salida del proyectil de 100 mm, dado que se le dotó de una caña con una longitud de 6,7 a 6,9 m (53,5 calibres). Su velocidad de salida del proyectil, de 895 m/s, daba a este nuevo cañón una gran capacidad de penetración a los blindajes estándar de tanques incluso después de la guerra; pudiendo penetrar hasta 160 mm de acero del blindaje inclinado incluso en ángulos de hasta 30° a distancias de hasta 1 kilómetro, haciéndolo superior al cañón alemán de calibre 75 mm, el KwK 42 que equipaba al Panzer V Panther y a los cañones originales de 88 mm del Tiger I, el KwK 36, pero nunca fue tan bueno como el del Tiger II, mucho más largo; el KwK 43 L/71. La vaina más larga en el cartucho de 100 mm albergaba con ello el disparo de un proyectil con más poder explosivo para así compensar esta debilidad. 
Fue originalmente diseñado para ir montado en el cazacarros SU-100, como el D-10S (por sаmokhodnaya, autopropulsado), y luego fue equipado en los tanques de la postguerra T-54 y T-55 como el cañón D-10T (de tankovaya, del adjetivo tanque.) No tuvo significativas diferencias en cuanto a su funcionalidad o a su desempeño durante el tiempo que duró su fabricación ni en las diferentes fábricas en las que fue producido bajo licencia. También se ensayó su uso en los chasis de los tanques como en el prototipo T-34-100, los demostradores T-44-100, y KV-100, y en el IS-100 (Obyekt 245). 
En 1955 se le agregaron el sistema de estabilización del plano vertical STP-1 Gorizont (Horizonte)y un evacuador de gases, para así mejorar su desempeño acorde al cambio de época, y redesignarlo como el nuevo D-10TG. En 1956 inicia la producción de una nueva versión, el D-10T2S, para su montaje en los tanques T-54B y T-55, equipados con el sistema de estabilización en dos planos, llamado Tsyklon (Ciclón). 
Una versión del cañón D-10 fue instalada sobre afustes de artillería costera en Finlandia en la década de 1960. Este cañón fue llamado 100 56 TK en la armada de Finlandia cuando estuvo en servicio activo como artillería costera.
Versiones altamente modificadas del D-10, así como nuevas municiones e inclusive misiles; fueron instaladas y diseñadas para su uso en los nuevos y antiguos tanques que lo llevaban hasta 1979, y miles de ellos siguen aún en servicio en varias naciones.

## Municiones

### Cargas comunes
En la Segunda Guerra Mundial, las municiones UOF-412 llevaban cargas propulsoras con un peso de hasta 15,6 kg (34,39 libras), y montaban proyectiles F-412 de alto poder explosivo y fragmentarias. Las municiones antitanque disponibles desde la Segunda Guerra Mundial hasta finales de 1960 se basaron siempre en la carga UBR-412, incluyendo la BR-412 proyectil perforante de alto poder explosivo, encasquillada al cartucho propelente BR-412B, y la munición BR-412D; que estaban disponibles desde finales de la década de 1940. También hubo un cartucho con carga hueca lanzadora de humo denominado D-412. Durante la Segunda Guerra Mundial, las municiones del modelo UOF-412 llevaban hasta 15,6 kg (34,39 libras) de propelente en la vaina y contaban con un proyectil tipo F-412 de alto explosivo de cabeza fragmentaria. Otras municiones antitanque disponibles en la Segunda Guerra Mundial hasta finales de 1960 se basaban en el proyectil UBR-412, incluyendo las cargas BR-412 y que contaban con un proyectil perforante de alto poder explosivo, y otras con los proyectiles BR-412B, entretanto que la munición BR-412D estuvo disponible hasta finales de los años 1940. También hubo un proyectil que eyectaba una pantalla de humo, denominado D-412.
En 1964, la oficina de investigación NII-24 comienza el trabajo del diseño de un proyectil antitanque mejorado, llamado luego 3UBM6. En 1967, el 3BM6 alcanza una hipervelocidad perforante que astilla el blindaje, y en la que se descarta luego de su salida del cañón un cascarón o carcasa (HVAPDS), con el que se podía penetrar hasta 290 mm de blindaje a 2 km, u 80 mm de blindaje inclinado de forma vertical en un ángulo de 60 grados. Este luego fue sustituido por el proyectil 3BM8 HVAPDS, constando de un dardo penetrador de carburo de wolframio. Los proyectiles alto explosivo antiblindaje (HEAT), que podían penetrar el vehículo y/o estructura con el impacto y posterior explosión generada por la carga en su punto central de impacto, y que incluía la carga 3UBK4 montada con la ojiva 3BK5M, posteriormente sustituida por el cartucho 3UBK9 montado con la ojiva 3BK17M.
En la década de 1980, las municiones antimaterial 3UBM11 fueron introducidas, y montados con la ojiva 3BM25; que contenía un proyectil tipo dardo y de capacidad perforante, estabilizado con aletas desechables, y que a su vez eyectaba una carcasa. Este cartucho era del tipo APFSDS que es compuesto de un dardo penetrante hecho de carburo de wolframio, lo que aumenta su capacidad de penetración de blindaje a grandes distancias, así como los daños a la tripulación del blindado al que impacte; causando hasta la muerte de estos.

### Misiles
La adaptación de misiles antitanque fue muy exitosa, dando con ello al diseño original la exclusiva condición de lanzar misiles de capacidad mucho mayor que la de la munición normamlmente en uso en este reputado cañón; extendiendo con ello la vida útil del arma y de incluso los blindados a los que equipa aún hoy día.
En 1983, se hicieron pruebas desde tanques T-55M y T-55AM para un nuevo programa de adecuación y actualización bajo un programa que añadió la habilidad en algunos tanques de disparar la serie de misiles 9K116-1 Bastion guiados por láser (Código OTAN AT-10 Stabber), para dotarlos de gran alcance a blancos como tanques y helicópteros en vuelo bajo. El misil antitanque es encasado a la carga propulsora del tipo 3UBK10-1, de donde se manipula, carga, y dispara; exactamente como un proyectil convencional para este cañón. Y luego de 1,5 segundos después de su disparo, con un sistema de guía láser mediante una ventana en la cola del misil que se descubre tras su disparo, el motor cohete de este se enciende por al menos seis segundos en vuelo, dándole al total misil un tiempo de vuelo de hasta 41 segundos. El misil es muy costoso, con cerca de la mitad del precio de un T-55M, pero extiende la vida útil del cañón de 100 mm; permitiéndole el enfrentar a tanques modernos. Así los misiles incluidos para su uso en éste cañón tuvieron una lista extensa, de la que cabe destacar a los siguientes:
- 3UBK10-1 (9M117 Bastion) penetra hasta 600 mm desde 4 km
- 3UBK10M-1 (9M117M Kan) de ojiva tipo tándem, penetra hasta 650 mm desde 4 km
- 3UBK23-1 (9M117M1 Arkan) de ojiva tipo tándem con alcance extendido, penetra hasta 750 mm desde 7 km
- 3UBK23M-1 (9M117M2 Boltok) de ojiva tipo tándem con alcance extendido, penetra hasta 800 mm desde 6 km

## Prestaciones
| Proyectil                                             | BR-412 APHE | F-412 HE |
| ----------------------------------------------------- | ----------- | -------- |
| Peso (en kg)                                          | 15.6        | 15.8     |
| Velocidad de salida (en metros/segundo)               | 895         | 900      |
| Penetración a 500 metros (en milímetros de blindaje)  | 160         | –        |
| Penetración a 1000 metros (en milímetros de blindaje) | 150         | –        |